# Aparat (biologie)
Un aparat în anatomie reprezintă un ansamblu de structuri anatomice, organe sau sisteme legate funcțional sau anatomic care concură la realizarea unei anumite funcții. Exemplu: aparatul respirator, aparatul digestiv, aparatul locomotor, aparatul urogenital etc. Termenul poate fi sinonim în unele cazuri cu sistem (ex.: sistemul respirator, sistemul digestiv, sistemul cardiovascular), cu excepția structurilor care nu se află în continuitate (ex.: sistemul reticulohistiocitar). Tractul reprezintă un număr de organe și structuri asociate, în general cavitare  (prin care pot trece aer, alimente, urină etc.) care susțin împreună o anumită funcție (de ex. tract respirator, tract digestiv, tract urinar).
- Se scrie aparat sau sistem:

aparat respirator = sistem respirator
aparat digestiv = sistem digestiv
aparat locomotor = sistem locomotor
aparat urogenital = sistem urogenital
aparat genital = sistem genital
aparat cardiovascular = sistem cardiovascular
aparat excretor = sistem excretor
- Se scrie aparat și nu sistem:

aparat Golgi
aparat lacrimal
aparat juxtaglomerular
- Se scrie sistem și nu aparat:

sistem endocrin
sistem nervos
sistem nervos central
sistem neurovegetativ
sistem extrapiramidal
sistem fagocitar
sistem imunitar
sistem limbic
sistem limfatic
sistem limfocitar
sistem limforeticular
sistem piramidal
sistem port
sistem reticuloendotelial
sistem vascular

## Aparatele corpului uman
Omul are cinci aparate principale. Acestea sunt:
- Aparatul cardiovascular
- Aparatul respirator
- Aparatul digestiv
- Aparatul excretor
- Aparatul reproducător